# Manuel Alcalde (litógrafo)
Manuel Alcalde fue un litógrafo español.
Fue autor de Retrato de Linneo y de varias láminas para la Historia del Escorial, obra de Antonio Rotondo.